# フォワード・オブザベーションズ・グループ

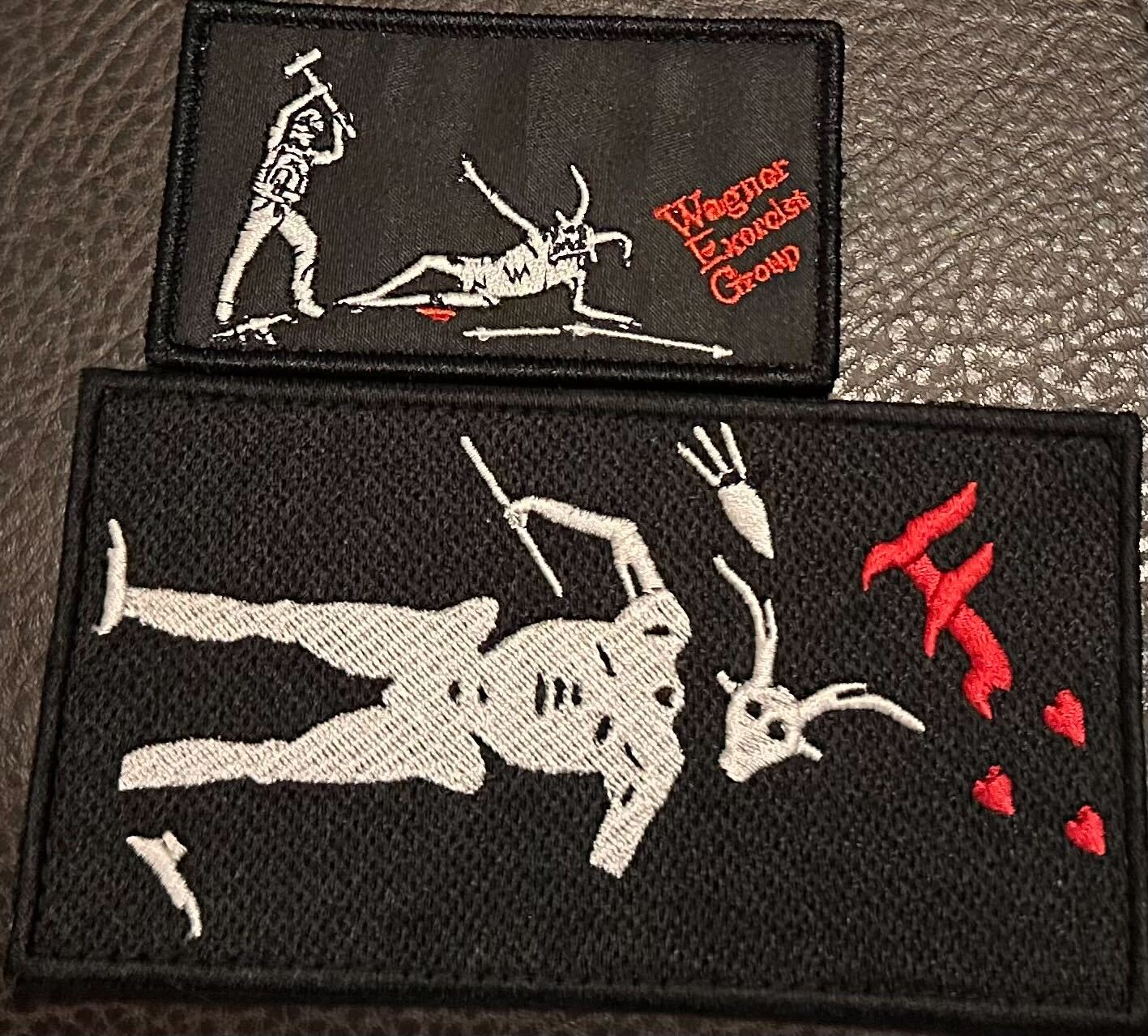
FOGを揶揄するワグネル・グループのミリタリーパッチ。FOGのパッチの象徴である悪魔がハンマーや砲弾で殺害されている。

フォワード・オブザベーションズ・グループ(Forward Observations Group,FOG)は元アメリカ陸軍兵士のデリック・ベイルズによって設立されたミリタリーライフスタイルブランドであり、タクティカルギアやブランドアクセサリーを販売し、InstagramとYouTubeのチャンネルを運営している。
このグループのメンバーはウクライナ、イラク、シリアを訪れ、現地の戦闘員とつながりを築き、近年ではロシアのウクライナ侵攻やシリア内戦の写真や動画を撮影していることで知られる。

## ロシアによるウクライナ侵攻への対応
2021年5月、Vice Newsはベイルズと他のFOGメンバーが保有するSNSアカウントがアゾフ大隊のメンバーを称賛したことへの議論を報じた。このSNSアカウントではFOGメンバーが戦闘地帯に車に乗って急行している動画やメンバーが銃を持っている写真等が複数投稿されており、前述記事では「FOGはドキュメンタリーを制作するジャーナリストなのか、戦闘員なのか」が不明瞭であるとした。
2022年3月11日、ロシア外務省は「ウクライナにおける化学兵器所持の可能性を警告する」声明を発表し、米国の「諜報機関」と「ウクライナの過激派グループ」がロシアに責任を負わせるためにウクライナに対する化学兵器による偽旗攻撃を準備していると非難した 。声明では特に、2021年12月に「ウクライナの過激派が外国の刻印のある200リットルの金属製の樽をドネツク地域に運び込んだ。荷降ろしの際、ウクライナ兵4人が重度の化学火傷と中毒を負った。危険物貨物の配送と保管の全体的な調整は、アメリカのネバダ州に拠点を置く民間軍事会社であるフォワード・オブザベーションズ・グループの従業員によって行われた」と主張した。
ロシアの声明はこれらの主張を裏付ける証拠を提示しておらず、ベイルズと米国務省はこれを否定し、国務省はこれらの主張を「ばかげている」とし、「『クレムリンによってでっち上げられる可能性がある』と警告した偽りの口実」だと述べた。

## 物品販売
2017年、FOGは「ロール1・トラウマポーチ」という戦闘での緊急時、ボディーアーマーを着用した状態でも容易に応急処置用具を取り出せる吊り下げ型ポーチを開発している。
その他、衣料品やミリタリーパッチなどのグッズも販売している。